# Hugo van Lobbes
Hugo van Lobbes (geboren ca. 975 - Lobbes, 5 december 1053) was abt van Lobbes (1033-1053).
Er is weinig meer over hem bekend dan dat hij de auteur zou zijn van een aantal hagiografieën van heiligen die geallieerd zijn aan een belangrijke huisheilige van de Abdij van Lobbes, Amalberga van Maubeuge.
Hugo werd al door zijn tijdgenoten geprezen voor zijn literair talent en wordt geroemd als behoeder van de hagiografische traditie die door abt Heriger van Lobbes was geïntroduceerd.  Hugo voerde met zijn leermeester ook een correspondentie over theologische onderwerpen. Er bleef een brief bewaard van omstreeks 990-999 waarin zij interpretatieverschillen bespreken tussen de tijdrekeningsmethode van Dionysius Exiguus en Beda Venerabilis.

## Werken
Hugo van Lobbes was mede-auteur van een hagiografische cyclus waarin het ouderschap van verscheidene heiligen uit het Merovingische tijdperk wordt toegeschreven aan de heilige Amalberga van Maubeuge en de legendarische krijgsheer, hertog Witger van Lotharingen. Het personage Witger blijkt echter gefingeerd te zijn en doet in de cyclus slechts dienst als literaire ankerfiguur. Voor dit personage werd inspiratie opgedaan in de levensloop van een historische figuur uit de 10e eeuw, Wigerik van Lotharingen. Op die manier worden een vijftal Brabantse heiligen aan het gezin van Amalberga van Maubeuge verbonden, doch die in werkelijkheid misschien helemaal niet verwant zijn: Reinildis van Saintes, Pharaïldis van Gent, Emebertus van Kamerijk, Goedele van Brussel en Ermelindis. Ook de heilige Berlindis van Meerbeke wordt aan Witger gekoppeld door haar vader Odelard voor te stellen als een ondergeschikte legerleider van de hertog. Sommige verwantschappen houden in de jongste vitae uit de cyclus niet stand: de heilige Pharaildis en Ermelindis (wiens eigen vitae inderdaad onverenigbaar blijkt te zijn met het ouderschap van Amalberga van Maubeuge) worden bijvoorbeeld al door Hugo van Lobbes zelf uit het gezinsverband weggelaten in de Vita S. Reinildis en de Vita S. Berlindis.

Op basis van idiosyncratische eigenheden en stylometrische analyse kunnen drie vitae uit de cyclus aan Hugo van Lobbes worden toegewezen: Vita S. Amalbergae viduae, Vita S. Reinildis en Vita S. Berlendis. Er blijkt echter nog een tweede auteur bij de opbouw van de cyclus gemoeid, namelijk Onulfus van Hautmont, die de Vita S. Gudilae op zijn actief zou hebben. De opdrachtgever van de cyclus is wellicht bisschop Gerard I van Kamerijk (†1051).
De vermoedelijk oudste vita uit de cyclus, de Vita S. Amalbergae viduae, werd al voor 1054 als voorliggende brontekst gebruikt tijdens een interpolatie van de Gesta episcoporum Cameracensium, de gesta van de bisschoppen van Kamerijk die omstreeks 1024/1025 waren opgetekend. Voortgaande op de vita werd bisschop Ablebertus (ca. 630) toen vereenzelvigd met de heilige Emebertus, de legendarische zoon van Amalberga van Maubeuge. De 11e-eeuwse schrijver van de gesta merkt echter op dat deze gelijkstelling louter op een volkstraditie gebaseerd was en dat de naam Emebertus verschilde van de naam Ablebertus, zoals hij voorkwam in een hem te beschikking staande lijst van bisschoppen van Kamerijk.

## Tekstuitgaven
- Vita sanctae Amalbergae viduae
- Vita sanctae Reinildis
- Vita sanctae Berlendis